# NGC 4464
NGC 4464 est une petite galaxie elliptique située dans la constellation de la Vierge. NGC 4464 a été découverte par l'astronome germano-britannique William Herschel en 1785.

## Caractéristiques

### Distance
Sa vitesse par rapport au fond diffus cosmologique est de 1 581 ± 24 km/s, ce qui correspond à une distance de Hubble de 23,31 ± 1,67 Mpc (∼76 millions d'al).
À ce jour, une dizaine de mesures non basées sur le décalage vers le rouge (redshift) donnent une distance de 15,680 ± 1,437 Mpc (∼51,1 millions d'al), ce qui est à l'extérieur des valeurs de la distance de Hubble. Cette galaxie, comme plusieurs de l'amas de la Vierge, est relativement rapprochée du Groupe local et on obtient souvent une distance de Hubble très différente en raison de leur mouvement propre dans le groupe où dans l'amas où elles sont situées. La distance de 15.68 Mpc est peut-être plus près de la réalité. Selon ces deux mesures, NGC 4464 se dirige vers le centre de l'amas en direction opposée à la Voie lactée. Notons que c'est avec la valeur moyenne des mesures indépendantes, lorsqu'elles existent, que la base de données NASA/IPAC calcule le diamètre d'une galaxie.

## Amas globulaires
Selon une étude publiée en 2008 et basée sur les observations réalisées avec le télescope spatial Hubble, le nombre d'amas globulaires dans NGC 4464 (VCC 1178 dans l'article) est estimé à 25,3 ± 9,2.

## Groupe de M87, de M60 et l'amas de la Vierge
Selon A.M. Garcia, NGC 4464 est membre du groupe de M87 (NGC 4486). Ce groupe de galaxies comprend au moins 96 membres, dont 53 apparaissent au New General Catalogue et 17 à l'Index Catalogue.
D'autre part, la plupart des galaxies du New General Catalogue, dont NGC 4464, et seulement quatre de l'Index Catalogue du groupe de M87 apparaissent  dans une liste de 227 galaxies d'un article publié par Abraham Mahtessian en 1998. Cette liste comporte plus de 200 galaxies du New General Catalogue et une quinzaine de galaxies de l'Index Catalogue. On retrouve dans cette liste 11 galaxies du Catalogue de Messier, soit M49, M58, M60, M61, M84, M85, M87, M88, M91, M99 et M100.
Toutes les galaxies de la liste de Mahtessian ne constituent pas réellement un groupe de galaxies. Ce sont plutôt plusieurs groupes de galaxies qui font tous partie d'un amas galactique, l'amas de la Vierge. Pour éviter la confusion avec l'amas de la Vierge, on peut donner le nom de groupe de M60 à cet ensemble de galaxies, car c'est l'une des plus brillantes de la liste. L'amas de la Vierge est en effet beaucoup plus vaste et compterait environ 1300 galaxies, et possiblement plus de 2000, situées au cœur du superamas de la Vierge, dont fait partie le Groupe local,.
De nombreuses galaxies de la liste de Mahtessian se retrouvent dans onze groupes décrits dans un article d'A.M. Garcia, soit le groupe de NGC 4123 (7 galaxies), le groupe de NGC 4261 (13 galaxies), le groupe de NGC 4235 (29 galaxies), le groupe de M88 (13 galaxies, M88 = NGC 4501), le groupe de NGC 4461 (9 galaxies), le groupe de M61 (32 galaxies, M61 = NGC 4303), le groupe de NGC 4442 (13 galaxies), le groupe de M87 (96 galaxies, M87 = NGC 4486), le groupe de M49 (127 galaxies, M49 = NGC 4472), le groupe de NGC 4535 (14 galaxies) et le groupe de NGC 4753 (15 galaxies). Ces onze groupes font partie de l'amas de la Vierge et ils renferment 396 galaxies. Certaines galaxies de la liste de Mahtessian ne figurent cependant dans aucun des groupes de Garcia et vice versa.